# Вознесенское сельское поселение (Хабаровский край)
Вознесе́нское се́льское поселе́ние — муниципальное образование в Амурском районе Хабаровского края России.
Административный центр — село Вознесенское.

## Население
| 2010  | 2011  | 2012  | 2013  | 2014  | 2015  | 2016  |
| ----- | ----- | ----- | ----- | ----- | ----- | ----- |
| 2269  | ↘2253 | ↘2165 | ↘2120 | ↘2052 | ↘2049 | ↘1989 |
| 2017  | 2018  | 2019  | 2020  | 2021  |       |       |
| ↘1923 | ↘1873 | ↘1843 | ↘1810 | ↗2088 |       |       |

Население по данным 2011 года — 2233 человека.

## Населённые пункты
В состав поселения входят 4 населённых пункта:
| № | Населённый пункт | Тип  | Население |
| - | ---------------- | ---- | --------- |
| 1 | Вознесенское     | село | ↘1935     |
| 2 | Диппы            | село | ↘21       |
| 3 | Рыббаза          | село | ↘35       |
| 4 | Усть-Гур         | село | ↘97       |

## История
В начале 1930-х годов в состав Нижнетамбовского района Дальневосточного края входил Вознесенский (Вознесеновский) сельский совет. 22 ноября 1932 года район был переименован в Комсомольский.
21 июня 1934 года Вознесеновский с/с был передан в Нанайский район, но уже 10 марта 1935 года возвращён в Комсомольский район. 27 мая 1935 года Вознесеновский с/с был подчинён Комсомольскому горсовету.
2 июля 1954 года к Вознесеновскому с/с были присоединены Диппинский и Свободненский с/с. 13 декабря 1956 года к Вознесеновскому с/с была присоединена часть Хунгарийского с/с.
С 14 января 1965 года Вознесеновский с/с входил в Амурский район.
30 мая 1978 года Вознесеновский с/с был переименован в Вознесенский с/с.
В 1992 году Вознесенский сельский совет был преобразован в Вознесенскую сельскую администрацию, а в 2004 году в Вознесенское сельское поселение.